# Bus Palladium (film)
Bus Palladium je francouzský hraný film z roku 2010, který režíroval Christopher Thompson podle vlastního scénáře. Snímek měl světovou premiéru dne 17. března 2010. Film je pojmenován po stejnojmenném pařížském nočním klubu.

## Děj
V 80. letech Lucas, Manu, Philippe, Jacob a Mario, přátelé od dětství sní o hudbě a slávě. Jejich rocková skupina Lust se těší rostoucímu úspěchu, ale aspirace každého z nich znemožňují jejich společnou budoucnost. Příchod Laury do jejich životů touto křehkou rovnováhou ještě více otřese.

## Obsazení
| Marc-André Grondin | Lucas                 |
| Arthur Dupont      | Manu                  |
| Jules Pélissier    | Jacob                 |
| Abraham Belaga     | Phillippe             |
| Elisa Sednaoui     | Laura                 |
| François Civil     | Mario                 |
| Géraldine Pailhas  | Prune Angelli         |
| Zara Prassinot     | Sandra                |
| Clara Ponsot       | Nathalie              |
| Naomi Greene       | Rizzo                 |
| Karole Rocher      | Françoise, matka Manu |
| Agathe Bonitzer    | Myriam                |
| Dominique Reymond  | Marina, matka Lucase  |
| Noémie Lvovsky     | vojenská psycholožka  |
| Peter Hudson       | Gordon                |
| Philippe Manœuvre  | sám sebe              |

## Ocenění
- Cena Henri-Langloise: Christopher Thompson
- Festival La Ciotat: nejlepší režie (Christopher Thompson), nejlepší herec (Arthur Dupont), nejlepší hudba (Yarol Poupaud)
- César: nominace v kategoriích nejslibnější herec (Arthur Dupont), nejlepší filmová hudba (Yarol Poupaud)